# Rapport Draghi
Le rapport Draghi est un rapport publié en 2024 qui traite de la compétitivité européenne et de l'avenir de l'Union européenne. Rédigé par l'ancien président de la BCE et ancien Premier ministre italien Mario Draghi, il était l'un des deux rapports très attendus sur les réformes de l'UE en 2024, avec le rapport Letta sur le marché intérieur de l'UE. Certaines parties des propositions du rapport Draghi ont déjà été adoptées par la présidente de la Commission européenne, Ursula von der Leyen, pour le programme de travail de son mandat à la Commission (2024-2029),.

## Contenu

### Compétitivité
Le rapport Draghi exhorte l'UE à encourager davantage les investissements pour accroître la productivité européenne. Le rapport propose de nouvelles règles prudentielles pour les banques et les investisseurs institutionnels afin de faciliter les investissements risqués. Draghi a averti que si l'UE ne parvenait pas à rattraper ses rivaux, elle serait confrontée à une « lente agonie ». Il a écrit que l'UE « a besoin d'une politique industrielle beaucoup plus coordonnée, de décisions plus rapides et d'investissements massifs si elle veut suivre le rythme économique de ses rivaux que sont les États-Unis et la Chine. » Le rapport est supposé avoir des répercussions sur les liens transatlantiques dans les années à venir.

### Le budget européen
Le rapport préconise des emprunts conjoints, ce que von der Leyen et plusieurs États membres ont dans un premier temps immédiatement rejeté,,.

## Réactions
Le rapport était attendu avec impatience par certains et les premières réactions des think tanks furent mitigées, tandis que The Economist comparait la portée du plan à celle du Plan Marshall de 1948. Un rapport de Chatham House estimait que « certaines recommandations figurant dans le rapport risqueraient d'être contrecarrées par un vide de leadership européen et une absence de sentiment d'urgence ».
Les critiques ont souligné le manque de représentativité des parties prenantes consultées pour produire le rapport. L'Europe centrale et orientale ainsi que la société civile et les syndicats étaient sous-représentés, ce qui a conduit le rapport à se concentrer trop sur le noyau central de l'Union et sur les intérêts commerciaux, et à peu aborder les défis sociaux et écologiques.
L'économiste français Thomas Piketty a salué le rapport, estimant qu'il « allait dans la bonne direction » et qu'il « avait l'immense mérite de renverser le dogme de l'austérité budgétaire ».